# Chiesa della Beata Vergine delle Grazie (Masullas)
La chiesa della Beata Vergine delle Grazie (detta Sa gloriosa) è il principale luogo di culto cattolico nel paese di Masullas.
Insieme alle chiese Chiesa di San Leonardo, Chiesa di Santa Lucia e Chiesa di San Francesco è una delle quattro chiese del paese .

## Storia
La chiesa sorse ai margini dei due centri abitati di San Leonardo e Santa Lucia. Il primo impianto risalente ai primi del XVI secolo, in stile gotico aragonese, fu voluto dalla contessa di Quirra donna Violante Carroz e comprendeva una sola navata priva di cappelle; al lato della sagrestia venne eretto un piccolo campanile a vela. A partire dal 1620 iniziò una fase di rifacimento generale dell'edificio, che incluse la realizzazione delle sei cappelle e della facciata e il completamento della volta della navata. La facciata, il cui prospetto inferiore venne terminato nel 1694, assunse l'aspetto attuale nel 1722, con la conclusione del fregio in stile plataresco ad opera del marmoraro Salvatore Pilloni. Al 1781 risale la costruzione della nuova sagrestia mentre nel 1814 il piccolo campanile a vela fu sostituito da un'imponente torre campanaria.

## Il campanile
La costruzione della nuova torre campanaria fu merito dell'allora vicario di Masullas Vincenzo Puxeddu che nel 1809 incaricò il maestro muratore Lorenzo Frassettu di Cagliari svuotando dalla cassaforte della parrocchia, tra il 1809 e la data di conclusione dei lavori, 2430 scudi sardi con un'anticipazione di 329 scudi per tasca dello stesso Puxeddu. Più recentemente, nel 2014, sono stati realizzati importanti interventi di restauro in quanto l'interno della torre era in cattive condizioni, è stato installato un sistema di illuminazione e sostituito la scalinata in legno per accedere al vano superiore che ospita l'orologio. In occasione della fine dei lavori di restauro, in coincidenza con il bicentenario della sua costruzione, la torre campanaria è stata aperta al pubblico durante gli ultimi giorni della festa patronale. Attualmente il campanile è secondo in Sardegna per altezza.
Nell'antico campanile a vela posto nella vecchia sagrestia sino al 1814 (data del completamento del nuovo campanile) fu posta nel 1666 una campana realizzata, per volere del vescovo di Ales-Terralba Giovanni Brunengo (dal 1663 al 1679), dal maestro tedesco Giacomo Keller a Cagliari. La campana porta lo stemma del suo benefattore e un'iscrizione (ANNO 1666 ME FECIT FIERI ILL.MUS ET REV.MUS D. JOANNES BRUNENGO EPISCOPUS UXSELLUS- PRO PARROCCHIALLI ECCLESIA BEATE MARIE VIRGINIS GRATIARUM OPPIDI DE MASULLAS). Oggi si trova all'interno dell'attuale campanile.
L'orologio venne aggiunto in seguito.

## Descrizione

### La facciata
La facciata della chiesa, in stile barocco con influenze spagnole, può essere diviso in tre parti. La prima comprende il portone di accesso in legno, affiancata da due coppie di finte colonne e un timpano sovrastato da un'iscrizione (HOC-OPPVS-ABORATIV-M-A-DNO-DONFR), la seconda comprende due coppie di capitelli, in realtà la parte conclusiva delle sottostanti colonne, su cui sono presenti delle anfore. La parte superiore è la più ricca, comprende un rosone sovrastato da un ricco fastigio decorato con motivi floreali in cui è posta una piccola nicchia, che ospita una piccola statua della Vergine Maria. Sull'entrata esterna per il campanile è posta un'iscrizione che attesta la costruzione della torre campanaria, vi è scritto: SERRA DUMDIOMECESIM SEDE VACANTE REGERET-PUXEDDU PAROCHUS HOC PEREGIT OPUS A.1812. Questa data ha fatto discutere in quanto risulta che la data di completamento del campanile sia il 1814 non 1812 come reca l'iscrizione.

### L'interno e le cappelle
L'interno presenta una navata unica con volta a botte affiancata da sei cappelle laterali, tre per lato. Le principali si trovano vicino all'altare maggiore,in stile gotico, fanno parte del primitivo impianto e sono dedicate alla titolare della chiesa, la Vergine Maria, e a San Francesco. All'entrata è posta una bussola lignea ottocentesca, mentre sempre di grande importanza è il pulpito realizzato nel '900, posto su un pilastro in pietra precedente al resto della struttura, invece realizzata in legno. Di forma poligonale,dei pannelli rettangolari di vari colori fanno da parapetto, mentre nel pannello centrale è raffigurato San Sebastiano martire, in passato patrono di Masullas. Nella prima cappella a sinistra si trova un bel fonte battesimale marmoreo e un crocifisso gotico del sec. XVII, di scuola sarda. L'ultima cappella a sinistra, in stile gotico, conserva una scultura lignea di San Sebastiano martire, di scuola napoletana, risalente al XVII secolo. Da citare la tela ottocentesca di Giovanni Battista Sitzia raffigurante la Madonna del Suffragio, posta nella prima cappella a destra, seguita dalla Cappella del Rosario, che ospita una preziosa scultura della Vergine del Rosario decorata con la tecnica dell' estofado de oro.

### Il retablo del Canopia
Nella terza cappella a destra, è conservato un retablo ligneo realizzato da Mattia Canopia di Aidomaggiore nel 1676.
Il retablo riprende come argomento la Vergine Maria e la sua famiglia, si sviluppa in due ordini sovrapposti divisi in tre pannelli. Nella parte inferiore si trova una nicchia che racchiude il simulacro settecentesco della Vergine delle Grazie mentre ai lati vengono raffigurati sant'Anna e una figura maschile, probabilmente Gesù. Nella parte superiore, a partire da sinistra vengono raffigurati san Giuseppe sposo di Maria, Elisabetta con il piccolo Giovanni Battista e infine san Zaccaria, sovrastati dalla figura di Dio Padre. Nella predella sono presenti figure di Santi, in ordine da sinistra verso destra un santo vescovo ignoto, due santi Gesuiti fra cui san Francesco Saverio e infine un santo in armatura, probabilmente san Vito martire.

### Principali opere presenti nella chiesa
- San Sebastiano martire, scuola napoletana, XVII secolo[9]
- Vergine del Rosario, scuola napoletana, XVII secolo
- Le anime del Purgatorio tela di Giovanni Battista Sitzia, 1837
- Sculture a "cannuga" della Vergine Maria e Santa Caterina da Siena
- Beata Vergine delle Grazie, scuola locale, XVIII secolo
- Crocifisso gotico doloroso, scuola sarda, XVII secolo